# طراحی حالت حدی

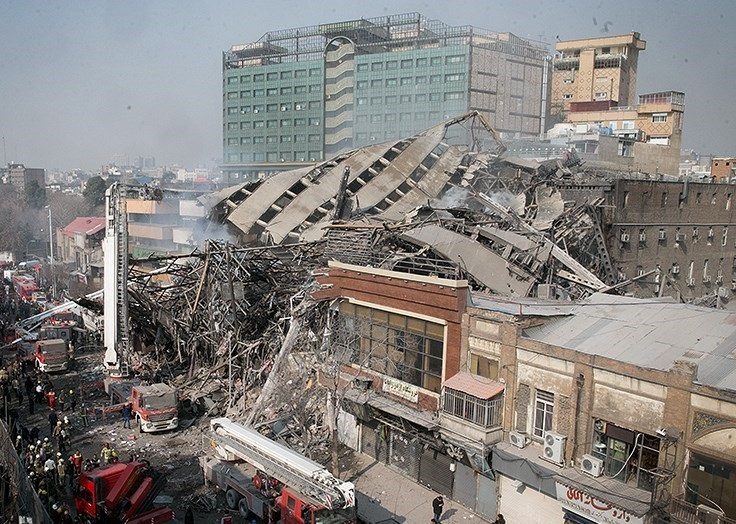
اهمیت طراحی حالت حدی

طراحی حالت حدی که با عنوان طراحی با ضرایب بار و مقاومت نیز شناخته می‌شود، روشی برای طراحی است که در مهندسی سازه به کار می‌رود. حالت حدی، شرایطی است که برای یک سازه اعمال می‌شود و اگر برقرار نباشد، ممکن است که سازه برخی معیارهای طراحی را ارضا نکند. شرایط شامل میزان بارگذاری یا سایر کنش‌ها بر روی سازه هستند. معیارها می‌توانند شامل دوام، شکل‌پذیری یا سایر ضرورت‌های طراحی باشند. سازه‌ای که به روش حالت حدی طراحی می‌شود، در برابر همهٔ بارهایی که ممکن است به آن وارد شود، مقاوم است و کارایی آن در طول عمر سازه با یک سطح اعتماد مناسب برای هر حالت حدی، حفظ می‌شود.

## معیار
در طراحی حالت حدی، سازه باید دو معیار اصلی حالت حدی نهایی و حالت حدی سرویس را ارضا کند.